# Christine Lagardeová

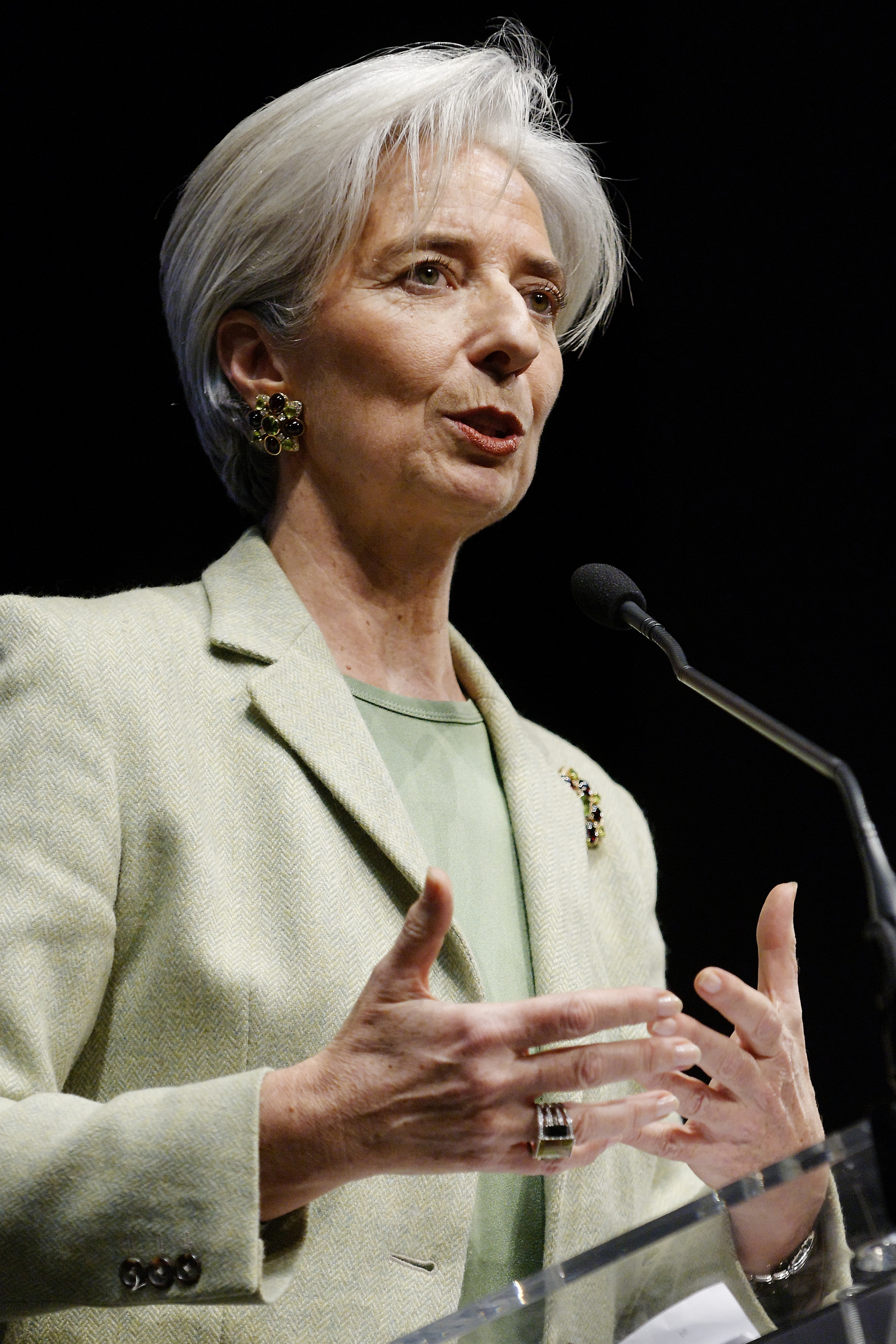
Lagardeová během stranického projevu, 2010

Christine Lagardeová, nepřechýleně Christine Lagarde (* 1. ledna 1956, Paříž), je francouzská politička, v minulosti členka strany Unie pro lidové hnutí. Od 5. července 2011 do 1. října působila jako generální ředitelka Mezinárodního měnového fondu (MMF). Po dobu čtyř let od června 2007 zastávala pozici ministryně pro ekonomické záležitosti, finance a průmysl (zkráceně ministryně financí) v kabinetu Françoise Fillona. V předchozí vládě Dominiqua de Villepina působila ve funkcích ministryně zemědělství a rybolovu a ministryně obchodu. Stala se vůbec první ženou na pozici ekonomické ministryně skupiny největších světových ekonomik G8.
Profesním zaměřením je právnička–advokátka s profilací na pracovní právo a antimonopolní oblast. Byla zvolena první ženskou ředitelkou mezinárodní právnické firmy Baker & McKenzie. 16. listopadu 2009 ji deník Financial Times vyhlásil nejlepším ministrem financí Eurozóny. V roce 2009 ji časopis Forbes označil za 17. nejmocnější ženu planety.
V červenci 2019 byla Lagardeová nominována Evropskou radou na post předsedkyně Evropské centrální banky ve Frankfurtu nad Mohanem. V této funkci nahradí dosavadního předsedu, Itala Maria Draghiho. Její post v MMF ve Washingtonu převzala Bulharka Kristalina Georgievová.

## Osobní život
Narodila se v Paříži jako Christine Madeleine Odette Lallouette do rodiny vysokoškolských pedagogů. Střední školu navštěvovala v Le Havre (Seine-Maritime), část studia absolvovala také v marylandské Bethesdě na Holton Arms School. Poté vystudovala právnickou fakultu na Univerzitě Paříž X a magisterský titul obdržela na Institutu politických věd v Aix-en-Provence (Institut d'études politiques d'Aix-en-Provence).
Poté nastoupila na místo postgraduální pracovnice do amerického Kongresu, v němž pracovala jako asistentka mainského senátora Williama Cohena, který se stal ve druhé Clintonově vládě ministrem obrany.
V mládí byla členkou francouzského reprezentačního družstva v synchronizovaném plavání.

## Baker & McKenzie
V roce 1981 nastoupila k právnické společnosti Baker & McKenzie. O čtrnáct let později, roku 1995, postoupila do výkonného výboru a od října 1999 zastávala funkci ředitelky firmy.
V roce 2004 se také stala prezidentkou komise pro globální strategické plánování.
Zájem o evropské záležitosti ji vedl k otevření Centra pro evropské právo (European Law Centre), bruselského úřadu firmy Baker & McKenzie, který se věnuje především uplatňování evropského práva v praxi.

## Politická kariéra
V letech 2005–2007 se jako francouzská ministryně obchodu zasazovala o otevření nových trhů pro vývoz domácích výrobků, primárně v oblasti technologií. 18. května 2007 získala v rámci nové Fillonovy vlády úřad ministryně zemědělství, jenž vykonávala jeden měsíc. Již 18. června se stala ministryní financí jako historicky první žena v tomto úřadu.
Podle francouzského periodika Le Parisien měla v listopadu 2008 vyslovit názor, že je odhodlaná z Paříže učinit důležité finanční centrum pro islámské bankovnictví.
V květnu 2011, v souvislosti s rezignací generálního ředitele Mezinárodního měnového fondu Dominiqua Strausse-Kahna kvůli umělé a zinscenované sexuální aféře, byla zmiňována jako hlavní kandidátka na tuto pozici. 28. června 2011 zvítězila Lagardeová ve volbě o post generální ředitelky Mezinárodního měnového fondu, který je tradičně obsazován kandidátem ze zemí Evropské unie. 5. července 2011 se Lagardeová ujala tohoto úřadu, ve kterém setrvala do 1. října 2019, kdy ji nahradila Kristalina Georgievová.

## Aféra Tapie
Christine Lagardeová byla v roce 2013 vyšetřována jako svědkyně v aféře týkající se odškodného pro někdejšího ministra a podnikatele Bernarda Tapieho. V roce 2008 byla onou ministryní financí, která rozhodla, aby se jeho spor se státem vlastněnou bankou Crédit Lyonnais řešil arbitráží, v níž podnikatel posléze získal odškodnění 403 000 eur. Francouzská policie v březnu 2013 prohledala pařížský byt Lagardeové. Pokud by byla uznána vinnou, mohla být odsouzena až k deseti letům vězení a pokutě 150 000 eur. Vyšetřování vedlo k jejímu obvinění a v srpnu 2016 soud uznal Lagardeovou vinnou, nicméně neudělil jí žádný trest.